# Plzeň

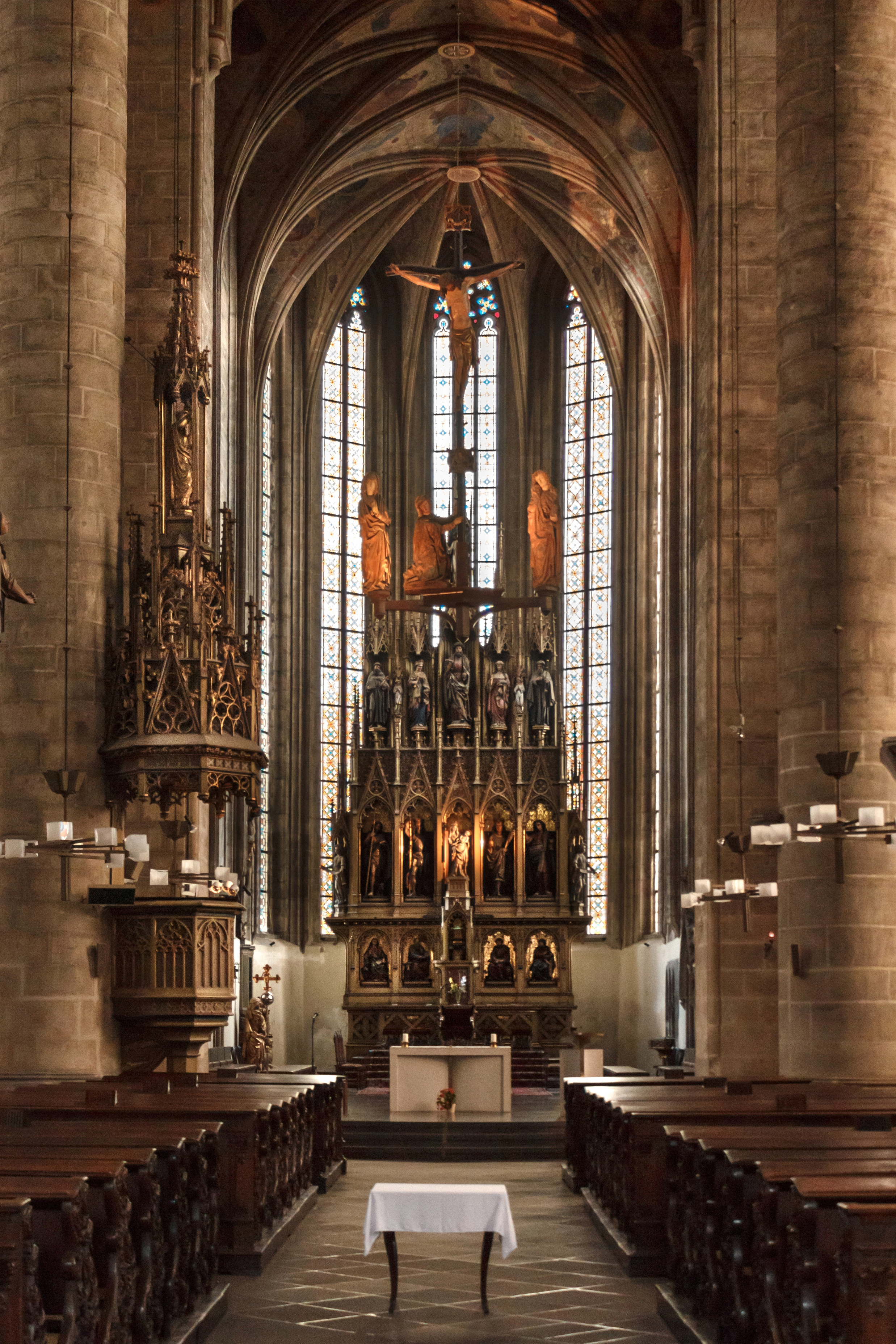
A székesegyház belseje

Plzeň (németül: Pilsen) Csehország negyedik legnagyobb városa, „a cseh sör fővárosa”, a plzeňi egyházmegye székhelye. Nyugat-Csehország közigazgatási, művelődési és gazdasági központja, 2015-ben Európa kulturális fővárosa. Közel 175 000 lakosával Csehország negyedik legnagyobb városa. A plzeňi agglomerációban több mint 300 000 ember él, a plzeňi régió lakosságának több mint fele.
Ipari és főzővárosként ismert. A Škoda Transportation és más cégek folytatják a legendás Škoda gyártását, a regionális főváros másik felén pedig a jól ismert Prazdroj és Gambrinus söröket főzik. Az alsó erjesztésű, könnyű lager (pilsner) típusú sört világszerte Pilsner vagy Pils néven emlegetik (a név a város német nevéből ered).
Jelentős kulturális jelentősége is van. Számos kulturális épület és színház található itt, továbbá a városban található a Plzeňi egyházmegye központja is. A felsőoktatást a Nyugat-Csehországi Egyetem és a Károly Egyetem Orvostudományi Kara képviseli. 2015-ben Plzeň (a belgiumi Monsszal együtt) volt Európa kulturális fővárosa. A város történelmi magja szabályos utcahálózatú, középen a téglalap alakú Köztársaság terével. A tér közepén áll a Szent Bertalan-székesegyház, amelynek 102 m magas tornya Csehország legmagasabb templomtornya.

## Földrajzi helyzete
Csehország nyugati részén épült a Plzeňi-medencében, a Mže, a Radbuza, az Úslava és az Úhlava összefolyásánál. Itt ered a Berounka folyó.

## Története
1295-ben II. Vencel alapította a bajor-, a szászországi és a prágai utak védelmére. A husziták megostromolták, de nem tudták bevenni, a katolikusok bástyája maradt 1417-ig, amikor puccsal mégis a husziták vették át a város igazgatását. Ekkor két nagy személyiség élt itt: Václav Koranda radikális táborita és maga Jan Žižka. A következő években a katolikusok és a husziták felváltva foglalták el-vissza a várost.
1468-ban itt nyomtatták az első cseh nyelvű könyvet.
A várost rendszeresen pusztították tűzvészek. A település mai szerkezetét a 16. században, itáliai építészek bevonásával alakították ki.
A harmincéves háború előtti politikai zűrzavarban rövid ideig a városban tartózkodott II. Rudolf császár. Házat építtetett magának; ez ma is látható. 1606-ban távozott, és a harmincéves háborúban 1631-től a háború végéig a város a császár katonáinak bázisa maradt.
A város a 19. századra Prága után a legfontosabb település Csehországban. 1869-ben megalapították a Škoda (csehül ez azt jelenti, hogy kár) gépgyárat. 1877-ben adták át a városi vasútállomást. 1899-ben már villamos is járt.
Kulturális jelentőségét jól példázza, hogy 2015-ben – a belgiumi Mons mellett – az Európa kulturális fővárosa cím birtokosa volt.

## Gazdasága
A város Nyugat-Csehország közigazgatási, művelődési és gazdasági központja. A cseh iparvárosok egyik legnagyobbika: gépiparáról és a sörgyártásról ismert; leghíresebb vállalata a Pilseni Sörgyár.
- A Škoda Holding gépipari cégcsoport több vállalata működik a városban. Közülük legjelentősebbek az erőművi berendezéseket (gőzturbinákat, atomreaktorokat) gyártó Škoda Power a.s., a vasúti járműveket előállító Škoda Transportation s.r.o., a trolibuszokat készítő Škoda Electric s.r.o., valamint a vasúti járművek gyártásával foglalkozó ČKD Vagonka a.s. A mai Škoda Holding elődjét, a Škoda Műveket (Škodovy závody) 1869-ben alapította Emil Škoda cseh mérnök, miután megvásárolta a Waldstein család által létrehozott kis gépgyárat.
- Plzeňi Sörgyár: 1840-ben az elkülönült sörfőzők egyesültek és modern sörgyárat alapítottak. 1842-ben csapolták először sörüket — nem várt sikerrel. Ezóta védjegyként használják a Plzensky Prazdroj (németül: Pilsner Urquell) nevet. Pár év múlva az újfajta alsóerjesztésű technológiával főzött sört már Prágában, Karsbadban és Marienbadban is csapolták. Máig fennmaradt a gyár különösen díszes kapuzata.
- A város másik sörfőzdéje a Gambrinus Sörgyár, amelyben a „a sörivás védőszentjéről” elnevezett Gambrinus sört főzik. A rendszerváltás után mindkét plzeni gyárat privatizálták.

A 2000-es években a nošovicei Radegasttal és (2016-ig) a Dreher Sörgyárak Zrt.-vel együtt a dél-afrikai SABMiller csoport tulajdona volt, majd a japán Asahi Breweries holdingnak adták el.
A 12 fokos világos Pilsner Urquell és a 14–18 fokos barna Gambrinus sör máig világhírű.

## Közlekedése
Plzeň főpályaudvara a Plzeň hlavní nádraží, ahová öt irányból is befutnak a vasútvonalak. A város közvetlen vasúti összeköttetésben van Münchennel és Prágával is.
A városban villamos is közlekedik.

## Kerületek és városrészek

A város kerületi beosztása

A város 10 kerületre oszlik, ezek az alábbiak a hozzájuk tartozó városrészekkel:
- Plzeň 1 – Lochotín: Bolevec und Severní Předměstí
- Plzeň 2 – Slovany: Božkov, Černice, Doudlevce, Hradiště, Koterov, Lobzy und Východní Předměstí
- Plzeň 3 – Bory: Doudlevce, Jižní Předměstí, Litice, Nová Hospoda, Radobyčice, Skvrňany, Valcha, Vnitřní Město und Východní Předměstí
- Plzeň 4 – Doubravka: Bukovec, Červený Hrádek, Doubravka, Lobzy, Újezd und Východní Předměstí
- Plzeň 5 – Křimice: Křimice
- Plzeň 6 – Litice: Litice
- Plzeň 7 – Radčice: Radčice
- Plzeň 8 – Černice: Černice
- Plzeň 9 – Malesice: Dolní Vlkýš und Malesice
- Plzeň 10 – Lhota: Lhota

## Nevezetességei

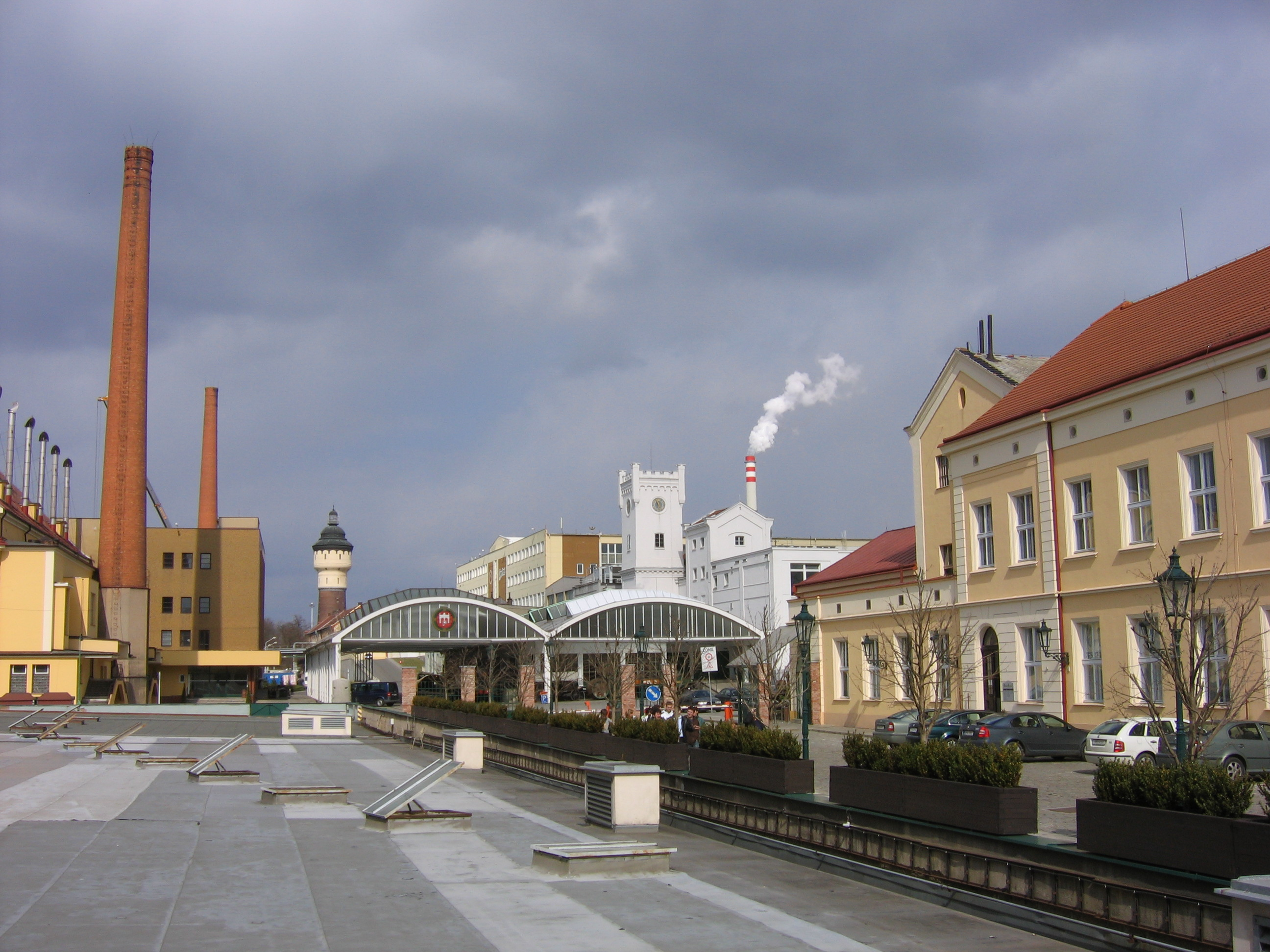
A sörgyár

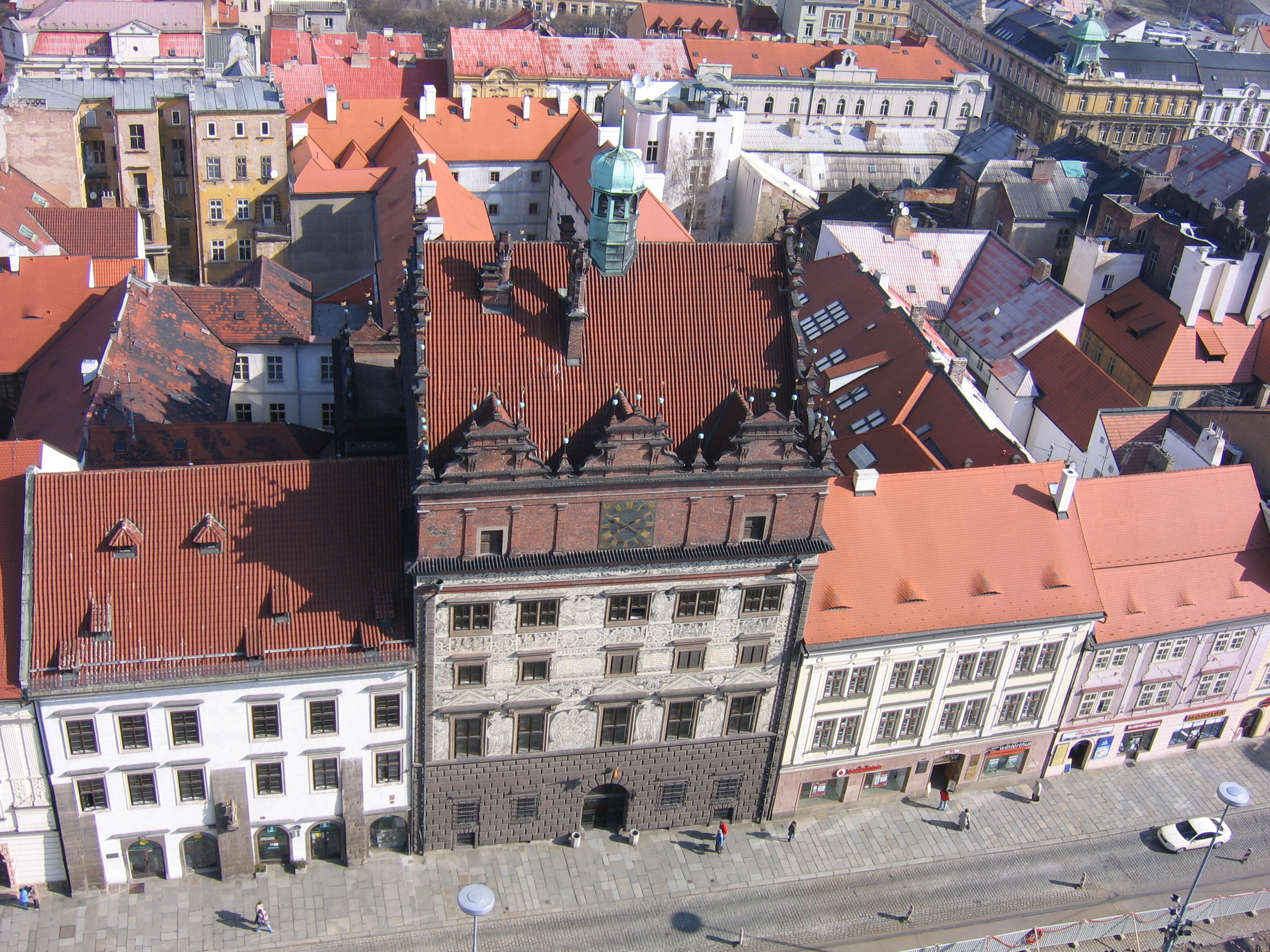
A városháza és tőle balra, világos homlokzattal a "császár háza" a Köztársaság téren a Szent Bertalan-templom tornyából

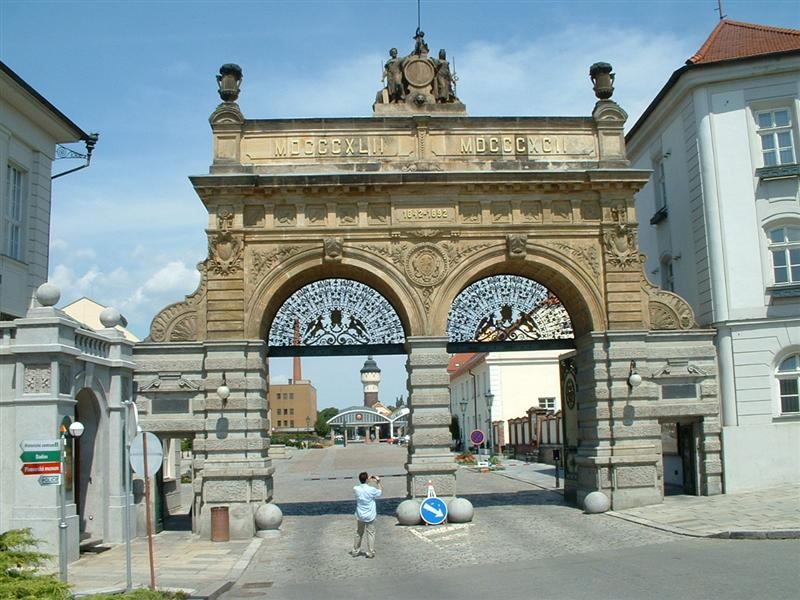
A sörgyár 1892-ben épült díszkapuja

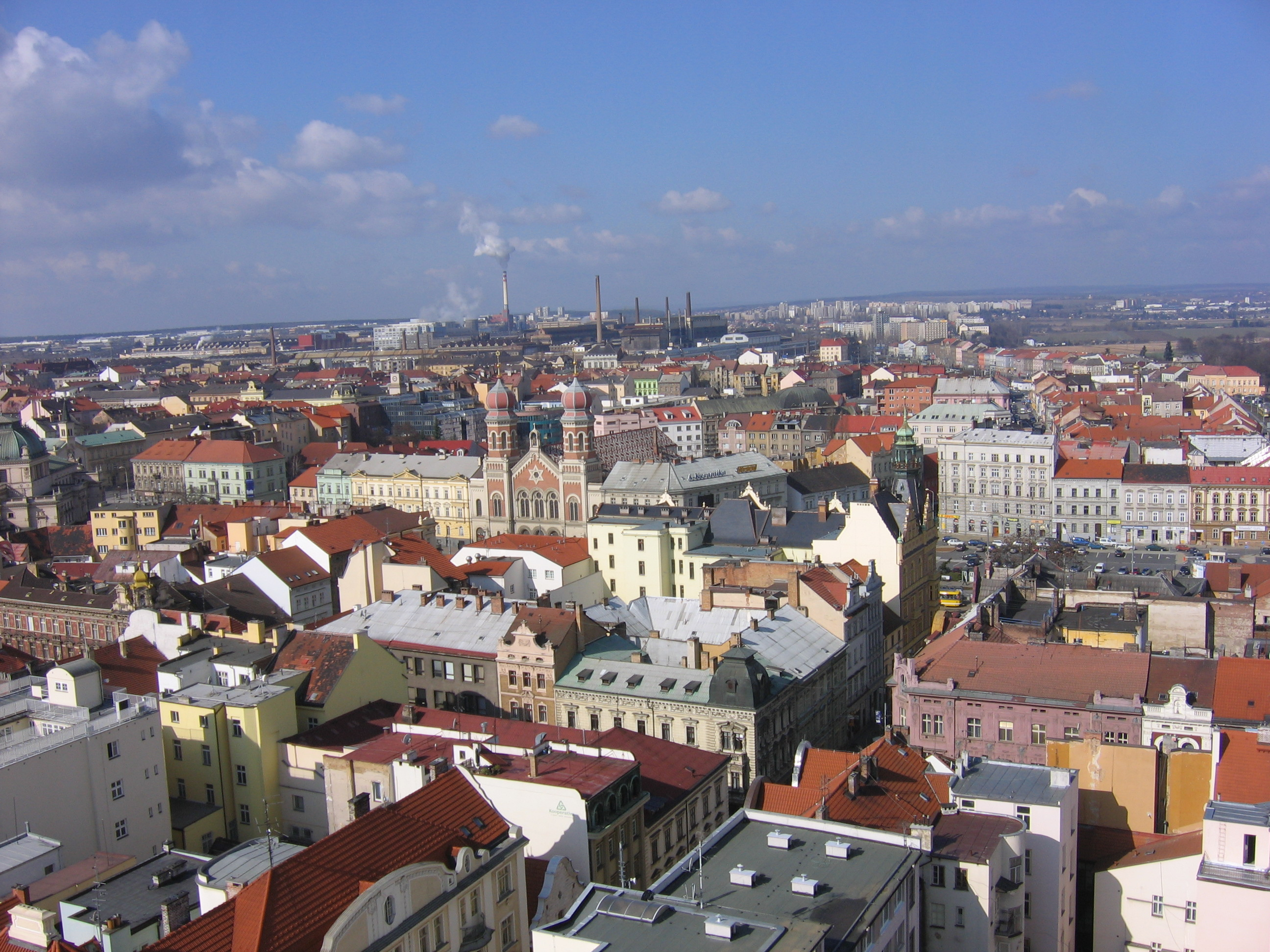
A város látképe.

### Köztársaság tér
A város főtere a Köztársaság tér (Námesti Republiky): a 193 m hosszú és 139 m széle közterület Csehország legnagyobb tere. A téren régóta nagy vásárokat tartanak, ma pedig már különféle fesztiválokat, kulturális, zenei és gasztro-rendezvényeket is. A főteret határoló reneszánsz, barokk, empire és neogótikus épületek homlokzatán a sgraffito-díszítések közül több a neves Mikoláš Aleš munkája.
- Városháza (Rádnice): sgraffito (sgrafitto) díszítésű reneszánsz épület a 20. században épült. Emeletén megtekinthető a Serfőzők próbapadja: erre kellett a mesternek ráöntenie a ser főzetmintát. Ezután rá kellett ülnie, és ha a sör megszáradása után a nadrágja nem ragadt a padhoz, akkor elfenekelték, a sört pedig kiöntötték.[4]
- A Szent Bertalan-székesegyház a plzeňi egyházmegye püspöki székhelye. Az épület 58 méter hosszú és 30 méter széles. A gótikus stílusú templomot a feljegyzések szerint 1295-ben kezdték el építeni. Mai alakját több átépítés után, a 16. század elején nyerte el. Hosszan elkeskenyedő tornya 102,26 m magas. 1981-ig ez volt Csehország legmagasabb épülete volt, és még mindig ez az ország legmagasabb templomtornya. A toronyba, pontosabban a 62 méter magasan kialakított kilátóteraszra 301 lépcső vezet fel. A teraszról belátni egész Plzeňt és a környező vidéket.

A háromhajós templom eredetileg kéttornyú volt, de déli tornyát az 1524. évi tűzvész után építették vissza, csak tetővel borították. A helyreállított tetőszerkezet faanyagának szénizotópos kormeghatározása alapján megállapították, hogy a felhasznált fákat 1524 és 1531 között fokozatosan vághatták ki a Šumava erdeiben. 1835-ben egy villámcsapás felgyújtotta a megmaradt tornyot, és az teljesen kiégett. A két évvel később visszaépített torony a korábbinál egyszerű, de magasabb lett. Ezután az épület karbantartását, annyira elhanyagolták, hogy 1870-ben az egyik falrész összedőlt. Az újabb rekonstrukciót csak 1880-ban kezdték el. Ekkor Josef Mocker építész elképzelései szerint „újragótizálták” az épületet. A meglehetősen eltúlzott stílusmódosításnak áldozatai többek között a barokk oltárok és a templom reneszánsz oromzata is. Szerencsére az újjáépítésre szánt pénz még időben elfogyott ahhoz, hogy mindent újra tudjanak gótizálni. 1907-ben Kamil Hilbertlett az építész, és 1924-re befejezte a Šternberk-kápolna rekonstrukcióját is. 1987 és 1995 között kijavították a külső falakat és stabilizálták a tornyot.
A belső berendezés fő értékei a főoltár és a festett üvegablakok.Jelentős érték Szűz Mária 14. századi szobrocskája a kisdeddel, valamint a 15. század  Šternberk-sírkápolna.

### Egyéb látnivalók
- Serfőző Múzeum (Pivovárské Museum): egy középkori malátacsíráztatóban kapott helyet. A vizet 80 m mélyből húzzák fel.
- Szent Bertalan-templom (gótikus)
- Josef Kajetán Tyl Színház (1902)
- Itt építették fel Csehszlovákia első vasszerkezetű magasépületét 1966-ban, magassága 56 m.

## A város hírességei
- II. Vencel cseh király (1271–1305), a város alapítója.
- Václav Koranda (kb. 1424–1519), radikális huszita.
- Jan Žižka (kb. 1360–1424), a legfontosabb huszita vezér.
- II. Rudolf (1552–1612), Német-római Birodalom császára.
- Ernst von Mansfeld (1580–1626), Generális a harmincéves háborúban.
- Emil Škoda (1839–1900) mérnök, a Škoda Művek megalapítója.
- Josef Beran (1888–1969) bíboros, cseh prímás, prágai érsek, "fehér vértanú".
- Karel Gott (1939-2019) cseh énekes.
- Jan Kohout (1961) cseh politikus, külügyminiszter.
- Petr Čech (1982) cseh válogatott labdarúgó, számos jelentős díjjal kitüntetett kapus.
- Barbora Strýcová (1986) teniszezőnő.
- Itt hunyt el 1902-ben Čeněk Hrbek cseh fényképész, festő.

## Testvérvárosai
- Birmingham
- Liège
- Limoges
- Regensburg
- Gera
- Takaszaki
- Winterthur Svájc
- Santo André, Brazília
- Jekatyerinburg, Oroszország

## Népessége
A település népessége az elmúlt években az alábbi módon változott:
| Lakosok száma | 23 681 | 64 158 | 122 354 | 124 339 | 153 524 | 166 118 | 170 548 | 172 441 | 168 733 | 185 599 |
|               | 1869   | 1890   | 1921    | 1950    | 1970    | 2001    | 2017    | 2019    | 2022    | 2024    |